# 蒲公英族
蒲公英族（/prɪˈkɛəriət/)，或譯作「流眾」、「不穩定無產者」、「殆危族」、「飄零族」等，在社会学和经济学中，是由飽受不稳定之苦的人组成的階級。蒲公英族是不稳定（precarious）与无产阶级（proletariat）的混成词。 

## 新興的危險階級
史坦丁在其著作《不穩定無產階級》中，指出蒲公英族()一詞於1980年代由法國社會學家們提出，以指涉「季節工」。 而當代的已開發國家，史坦丁認為可分作7個階級：
1. 菁英（elite）
2. 受薪人士（salariat）
3. 專技人員（ profician ）
4. 工人（working class）
5. 蒲公英族（precariat）
6. 失業者（unemployed）
7. 被隔離者（detached）

史坦丁認為青年遭受學貸、學歷貶值、實習方案等問題影響，而落入不穩定陷阱，被迫從事低薪而無前景工作，或短期雇傭。 這些蒲公英族飽受憤怒(Anger)、失範(Anomie)、焦慮(Anxiety)與異化(Alienation)等情緒困擾，無法建立長久的人際關係，享有穩定的職涯，追求有價值的人生。 蒲公英族不僅帶來不穩定，更削弱公民的政治參與，傷害民主。
史坦丁提倡無條件基本收入，試圖解決蒲公英族問題。